# Електрострикція
Електростри́кція (англ. electrostiction)  — зміна розмірів діелектриків (наприклад, сегнетової солі) під дією електричного поля.
Електрострикція пропорційна квадрату напруженості електричного поля і не залежить від зміни його напрямку.
Електрострикція — явище, протилежне п'єзоелектричному ефекту (див. п'єзоелектрика).
Фізично електрострикція зумовлена поляризацією речовини в електричному полі. При поляризації на протилежних сторонах зразка або доменів у зразку виникають електричні заряди протилежного знаку, які притягуються між собою, змушуючи матеріал скорочуватися доти, доки кулонівське притягання не буде врівноважене пружними силами. Відповідно, матеріал розтягається в напрямку, перпендикулярному до поля завдяки коефіцієнту Пуасона.